# Église du Gesù, Montréal
Église du Gesù är en av de äldsta kyrkorna i Montréal i Kanada. Den byggdes 1865 av den irländske arkitekten Patrick C. Keeley.